# باختر امروز
باختر امروز یک روزنامه رادیکال سیاسی، اجتماعی و خبری چاپ عصر در تهران بود. نخستین شماره این روزنامه در ۸ مرداد ۱۳۲۸ منتشر شد و حسین فاطمی بنیان‌گذار و سردبیر آن بود. این روزنامه به عنوان پایگاه غیررسمی جبهه ملی ایران شناخته می‌شد و در دوران ملی شدن صنعت نفت نقش مهمی در آگاهی رسانی، بسیج افکار عمومی و بازتاب افکار باطنی زمامداران حکومت در داخل و خارج کشور داشت. باختر امروز تا روز وقوع کودتا علیه دولت محمد مصدق در ۲۸ مرداد ۱۳۳۲ چاپ شد و در مدت کوتاه انتشارش چند بار توقیف شد. در نیمه نخست دهه ۱۳۴۰ خورشیدی نشریه‌ای تحت نام باختر امروز در اروپا و آمریکا به‌طور نامنظم منتشر شد.

## پیش زمینه و خط مشی
حسین فاطمی از سن ۲۰ سالگی کار در نشریات را ابتدا از روزنامه ستاره، مرد امروز و بعدتر در روزنامه باختر آغاز کرد و در دوره حکومت رضا شاه پهلوی به خاطر چاپ مطلبی در روزنامه باختر زندانی شد. فاطمی در سی و یک سالگی با قلم تند و آتشینش در محافل سیاسی شناخته شده بود و در مدت کوتاهی پس از دریافت مدرک دکترای حقوق و بازگشت از پاریس امتیاز چاپ روزنامه باختر امروز را دریافت کرد. فاطمی به عنوان سردبیر و مؤسس روزنامه در نخستین شماره روزنامه‌اش را چنین معرفی کرد:
«باختر امروز» با همان تهور دیروز «باختر» با همان جسارت و بی‌پروایی از مصالح علف‌خورها، پابرهنه‌ها، گرسنه‌ها و بی‌کفن‌ها دفاع خواهد کرد. این روزنامه مال میلیون‌ها مردمی است که در اثر ضعف و ناتوانی در شرایط زندگی قرون وسطی باقی مانده‌اند و از دنیای قرن بیستم خبری ندارند. شعار ما این است: «یا مرگ یا آزادی».— حسین فاطمی، وبگاه مجذوبان نور

## محتوا
روزنامه معمولاً در ۴ تا ۸ صفحه شامل اخبار داخلی و خارجی، تفسیرهای سیاسی، مقالات اجتماعی و نوشتارهای تحلیلی از تحولات جهانی منتشر می‌شد، مطالب متنوعی هم از چند تن از دانشجویان ایرانی در اروپا ارسال می‌شد. مقالات معروف سه‌گانه حسین فاطمی بین ۲۵ تا ۲۷ مرداد ۱۳۳۲ که در آن‌ها محمدرضا شاه پهلوی با عناوینی چون نوزاد ناپاک کودتا، نوکر انگلیس، بی شرم، منفور، دشمن ملت، فراری بغداد و خیانت کار خوانده شده و به سیاست‌های انگلستان در برابر ایران حمله شده بود نیز در همین روزنامه چاپ شدند. این مقالات نقشی تعیین‌کننده در تصمیم به اعدام حسین فاطمی داشتند. باختر امروز در سال ۱۳۳۰ در ۳۰٬۰۰۰ نسخه چاپ می‌شد، رقمی که تا آن زمان در مطبوعات ایران بی‌سابقه بود.

## پس از کودتا
در روز کودتا تحریریه و چاپخانه روزنامه به آتش کشیده و غارت شد و نسخه ۲۸ مرداد ۱۳۳۲ توزیع نشد، باختر امروز نزدیک به ۱۰ سال بعد توسط گروهی از هواداران جبهه ملی ایران که در اروپا و آمریکا در تبعید به سر می‌بردند زیر نظر خسرو قشقائی و به سر دبیر محمد عاصمی احیا شد و به صورت نامنظم تا سال ۱۳۴۴ منتشر می‌شد، هر چند از نظر موضع‌گیری‌ها با روزنامه اصلی تفاوت داشت و گفته می‌شود بیشتر تحت تأثیر حزب توده بوده است.